# Bågjakt
Bågjakt är jakt med pil och båge. 

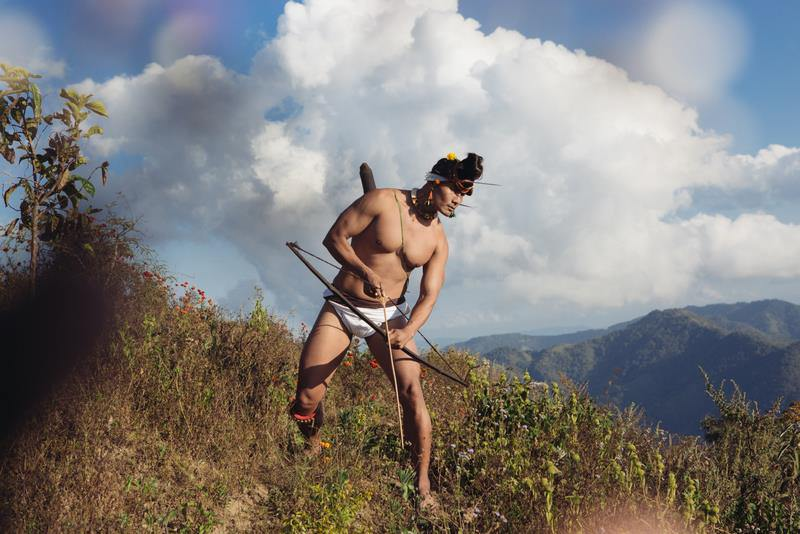
Jakt med pilbåge på Nya Guinea, 2015.

Bågjakt anses vara en form av jakt för jägaren som verkligen vill komma naturen nära. Ett säkert skott kräver vanligen att man lyckas ta sig mycket nära sitt byte. En båge är ett personligt vapen där draglängd och dragkraft bör anpassas efter skytten. En del bågskyttar använder riktmedel medan andra föredrar så kallat Gapskytte där träffpunkten bedöms i förhållande till pilens läge. Även armborst används, men de senare är inte så populära på grund av sin vikt och sämre ballistiska egenskaper, och är dessutom olagliga i många länder.

## Pilbågsjakt världen över

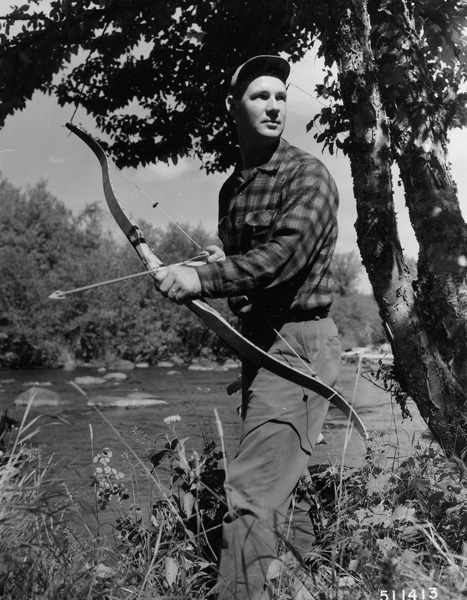
Bågjakt vid Mississippifloden, 1964.

### Nordamerika
I USA och Kanada har man har särskilda jakttider, archery seasons, då båge är det enda tillåtna jaktredskapet. Det vanligaste bytesdjuret är hjort, men båge används även för älg och björn. En studie av bågjakt från Oklahoma visade att ungefär hälften av de påskjutna rådjuren kom undan, och noterade att denna andel liknade data från andra studier. En del hjortar överlevde i upp till en vecka innan de dog av sina skador. 71% av alla pilar som avlossas missar vitala organ, vilket leder till ett utdraget lidande och ofta en plågsam död. I en studie från Maryland hävdade bågskyttar som klarade ett skjutprov innan säsongen att 82% av de påskjutna rådjuren kunde hittas avlidna inom ett dygn, medan resten blev skadeskjutna.

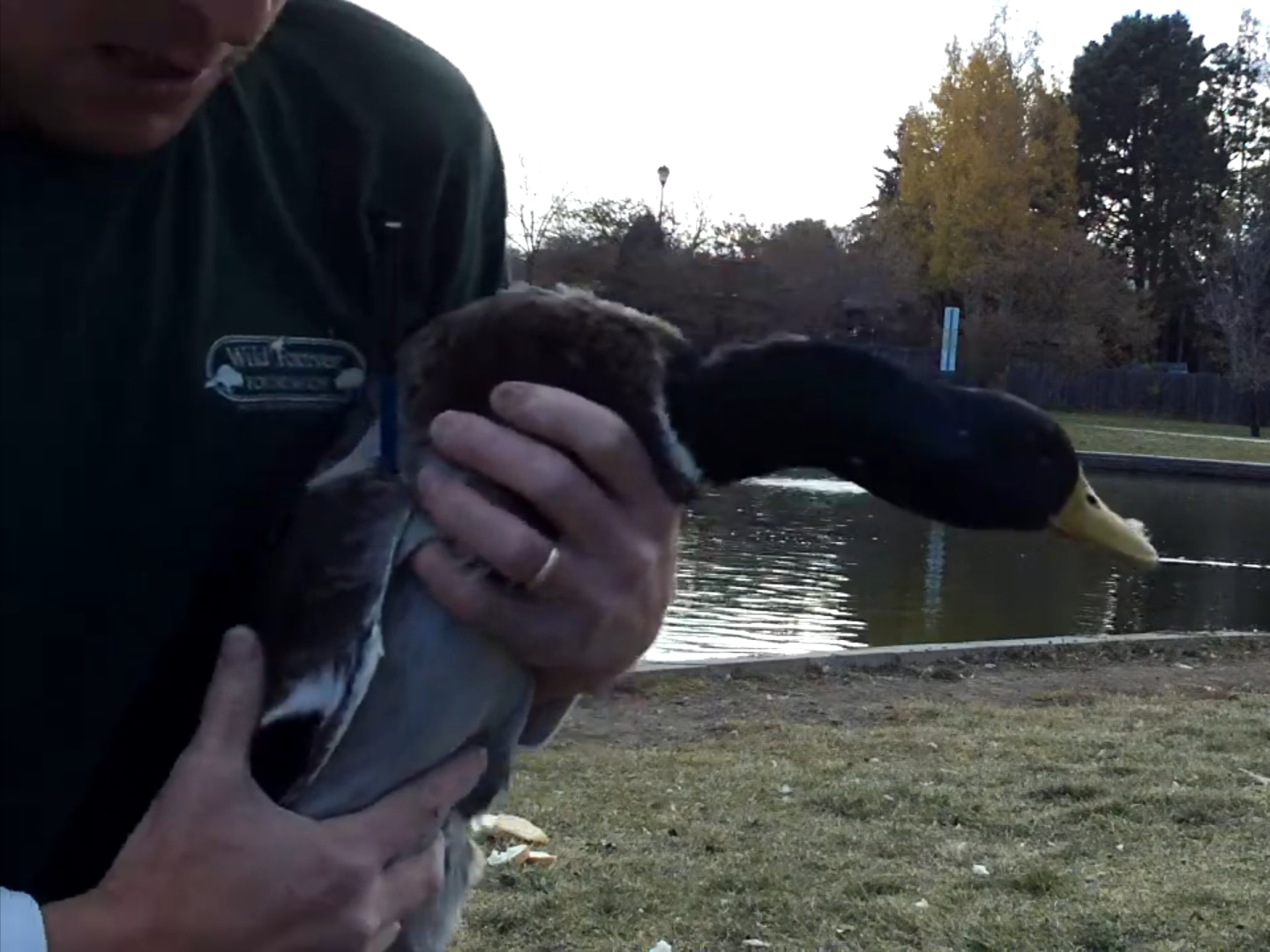
En gräsand i Colorado skadad av pilar

### Sverige
Jakt med pilbåge förbjöds i Sverige år 1938. År 1998 tilläts Svenska Bågjägareförbundet prova pilbågsjakt i vilthägn fram till och med  juni 2002. Utvärderingen gav goda resultat, speciellt på dovhjort och vildsvin. Bågjägareförbundet sökte tillstånd hos Naturvårdsverket att tillåta bågjakt, ärendet skickades ut till Jägarnas Riksförbund och Svenska Jägareförbundet som vill det ska införas, men det är ännu olagligt.

### Danmark
Danmark förbjöd bågjakt år 1967, dock kunde dispens meddelas. Allmän bågjakt blev tillåten 1994 för rådjur och mindre vilt. Kraven för att få jaga i Danmark som svensk är följande; gällande svensk jägarexamen samt giltigt jaktkort, du skall ha genomgått en endagskurs om bågjakt, ett skjutprov på sex viltfigurer i form av rådjur, räv, hare, gäss, och fasan utställda på avstånd mellan 5 och 25 meter. Minst fem av de sex målen skall träffas i vitalområdet. Pilen skall minst ge en energi av 40 joule och en vikt av minst 25 gram. Uppskattningsvis finns det drygt 300 danskar som valt bågen som jaktvapen i Danmark. Mellan 1999 och 2004 registrerades 576 påskjutna rådjur genom ett formulär som delades ut till bågjägarna. Enligt resultatet uppfyller bågjakten moderna krav med endast 6% skadeskjutningar. Det är en viktig poäng att framhålla att undersökningen endast baserades på bågjägarnas egna rapporteringar utan oberoende observatörer närvarande. Med undersökningen som grund blev 2019 även dovhjort, kronhjort och vitsvanshjort tillåtna att jaga med pilbåge i Danmark.

### Finland
I Finland är användningen av pilbåge tillåten vid jakt på hjortvilt som Vitsvanshjort, vildren, dowhjort ochrådjur samt mindre vilt, även om det rent allmänt anses att en modern båge lämpar sig bäst vid jakt på större vilt. Pilbåge används också i Finland rätt allmänt vid jakt i vatten, speciellt bäverjakt, där möjligheten att fästa en lina i pilen ger goda möjligheter att återfinna byte som annars lätt går förlorat. Mindre bågar används också för fiske. I Finland blev det 1993 tillåtet med pilbågsjakt för vilt som, räv, hare och mindre vilt. År 2001 så blev det även tillåtet att jaga rådjur med pilbåge i Finland, På Åland blev bågjakt på alla jaktbara vilt, utom älg, tillåten 15 augusti år 2006.

### Övriga länder
I Lettland tillåts bågjakt inom inhägnad.[källa behövs] I Frankrike och Spanien blev bågjakt tillåtet på alla viltarter 1995 respektive 1985. Ungern tillät år 1993 bågjakt för alla viltarter. Som minimum krävs en båge med dragkraft på minst på 223 newton.

## Bågjakt gentemot andra jaktformer

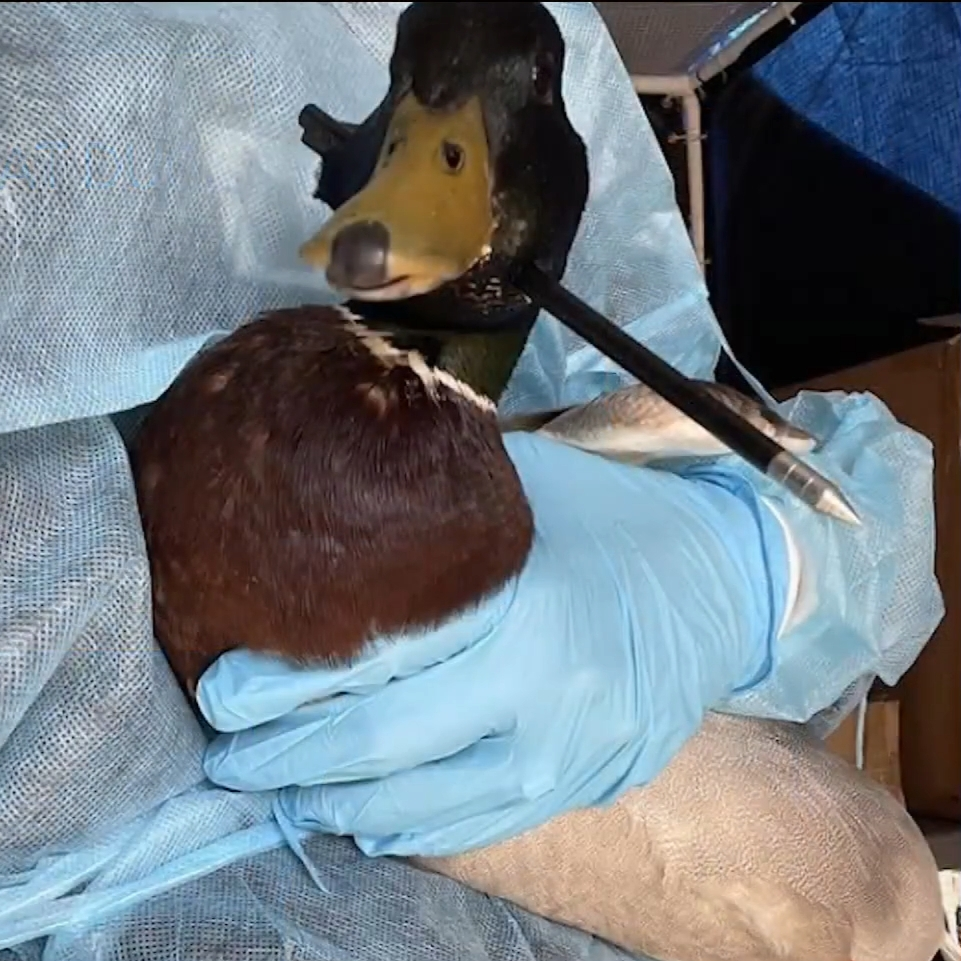
En gräsand skadskjuten av pil i Kalifornien

Vid jakt med gevär, hagelgevär eller pilbåge ska projektilen så snabbt som möjligt döda viltet utan att riskera ett utdraget lidande. Till skillnad från en kula orsakar en pil inte någon kavitet med påföljande sekundära vävnadsskador i djuret, utan endast en smal skottkanal. Det krävs alltså alltid korrekt träff på vitala organ med pil, medan en gevärskula fortfarande kan döda. Dessa faktorer bidrar till en ökad risk för skadeskjutningar med pil jämfört med andra vapen. Skadeskjutning är när en påskjutning träffar viltet utan att vara dödande, vilket leder till livslångt lidande. Detta sker oftast när projektilen missar vitala organ som hjärta, lungor eller hjärnan. För att undvika skadeskjutningar krävs vältränade skyttar som känner till sina och sitt vapens begränsningar.
Anslagsenergin och hastigheten är avsevärt lägre vid jakt med pilar, vilket ställer högre krav på jägarna för att lyckas. En pil från en compoundbåges hastighet av 70 m/s, kan jämföras med 400 m/s för en hagelsvärm och 900 m/s för en gevärskula. Pilens anslagsenergi är 75 joule, medan energin hos en hagelsvärm är 3200 joule och hos en gevärskula ännu högre. En pil har en räckvidd på ett tiotal meter medan en gevärskula är dödlig på flera hundra meter. Pilarnas låga anslagsenergi ökar risken för skadeskjutning, även om skytten träffar vitala organ. Till exempel blev ett rådjur skjuten med pil genom ena ögat utanför Surte och sågs sedan vandra omkring med pilen, vilket varit mindre sannolikt med en gevärskula.